# 加藤英彦
加藤 英彦（かとう ひでひこ、1954年9月30日 - ）は、歌人。日本文藝家協会会員。現代歌人協会会員。日本歌人クラブ会員。FLYING KIDSのギタリストは同姓同名の別人。
広島県生まれ。1972年に短歌誌「創作」に、1976年に短歌誌「氷原」に入会。1988年、同人誌「ＤＯＡ」創刊に参加。1998年に退会した後、2001年より短歌誌「Ｅｓ」同人。2007年、第1歌集「スサノオの泣き虫」で第13回日本歌人クラブ新人賞を受賞。2015年、「Ｅｓ」終刊、無所属。

## 著書
- スサノオの泣き虫 歌集 ながらみ書房 2006.9 ISBN 978-4860233969 装幀：花山周子、帯文：川口晴美。
- 歌集 プレシピス ながらみ書房 2020.8 ISBN 978-4866291956